# Шериф Келли и Дикий Запад
«Шериф Келли и дикий запад» — американский компьютерный анимационный мультсериал созданный Джорджем Эвелином, Холли Хакинс и Денисом Морелла, создателями «Героев Хигглитауна», для канала «Узнавайка». Мультсериал заимствует элементы из жанра вестерн, а его тема вращается вокруг «умения ладить друг с другом». 
Первый сезон был снят компанией DHX Media Los Angeles, а второй — Wild Canary Animation. "Шериф Келли и дикий запад" дебютировал на канале «Узнавайка» 24 ноября 2013 года. Впервые он вышел в эфир 20 января 2014 года с 11-минутным просмотром эпизода в программном мероприятии "Волшебные каникулы на канале Disney" 13 декабря 2013 года. Шоу также было показано на канале «Узнавайка» в Канаде 25 января 2014 года в 19:25 вечера по восточному времени. Официальная премьера состоялась 2 февраля 2014 года, а закончился сериал 13 февраля 2017 года после двух сезонов.
Мультсериал получил в целом положительные отзывы критиков. Его можно посмотреть на Disney+. 

Персонажи
Основные
[Редактировать]
·       Шериф Келли (озвучивает Мэнди Мур) — трёхцветная кошка. Она называет себя ковбойшей и служит шерифом в «Мирном и добром городе». Она умеет ездить верхом на лошади, делать сальто вперёд и висеть на согнутых руках на верёвке, удерживая лошадь между бёдрами более 5 секунд. Она поет, пишет песни и играет на своей гитаре под названием "Шёлковые струны". Ее коронные фразы - "Конфетки-мармеладки!» и "Шпоры и подковы!». В оригинальном "Oaki's Oasis" ее должны были звать "Оки". В начале она утверждает, что некоторые называют ее "лучшей на западе". Она — искусная ловчиха с лассо, использующая волшебное лассо из верёвки, которое может принимать разные формы для разных целей, например, в серии «Клюв кривой» она может превратить его в лестницу, чтобы помочь Пеку спуститься, или в молоток, чтобы забить расшатавшиеся гвозди.
·       Лучик (вокальные эффекты предоставлены Ди Брэдли Бейкером) — верный синий конь Шерифа Келли.
·       Помощник Клювик (озвучивает Лукас Грейбил) — дятел и помощник шерифа в Мирном и Добром городе. Он хорошо подметает в тюрьме и является заместителем шерифа Келли, но он немного хвастлив и высокомерен. Клювик называет Тоби своим лучшим другом. Любимая еда Клювика—орешки,  и он часто заканчивает предложения словами «...потому что я помощник шерифа!», а также говорит «Клюв и перья!»
·       Клементина (вокал Джессики ДиЧикко) — сильный и упрямый мул помощника Клювика. Она медлительная и не совсем надёжная.
·       Тоби (озвучивает Джессика ДиЧикко) — дружелюбный живой кактус сагуаро, полное имя которого — Тобиас П. Кактус. Его называют лучшим другом Клювика. Тоби видит во всём хорошее и почти всегда счастлив.[нужна ссылка] Он может висеть на одной руке не менее 5 секунд. Этот кактус тоже отлично танцует и любит веселиться. Он хочет научиться крутить лассо из верёвки, как шериф Келли, и часто присоединяется к Келли и Пеку в их приключениях, катаясь на бочке. Тоби также любит молочные коктейли и попкорн. Он ещё умеет играть на губной гармошке. Иногда, когда его колючки попадают в неприятности, он говорит, что он «чудаковатый ковбой». В серии «Тоби не сдаётся» он становится кактусом-почтальоном, но над ним издевается приезжий бульдог по имени Брэдли. В оригинальном «Оазисе Оки» его должны были назвать «Кико». Несколько русскоязычных фанатов называют его Тобик. Оффициально говориться, что ему 6 лет.
·       Крошка Приклз (вокал Ди Брэдли Бейкер) — это козлик, которого Тоби получил в подарок на Рождество от Санты и Кометы в серии «Тоби ждёт подарок». Позже Тоби катается на нём в сериях «Лучик и табун», «Помогать легко» и «Наш новый шериф».

### Второстепенные
·       Губернатор Сурок (озвучивает Кевин Майкл Ричардсон) — сурок, который является губернатором пока ещё неизвестного штата, где находится «Мирный и добрый город».
·       Дядя Зай (озвучивает Кевин Майкл Ричардсон) — кролик, владелец универсального магазина. Иногда он немного рассеян и мечтает когда-нибудь переехать в большой город. В серии «Клювик, Тоби и пряжа» выясняется, что ему 60 лет.
·       Элла  (озвучивает Мо Коллинз) — корова, которая управляет молочным салоном и подаёт ледяные стаканы с молоком и вкусные молочные коктейли. У Эллы также есть талант жонглировать молочными коктейлями. Её любимая фраза: «Молоко с пенками!»
·       Присцилла Скунс (озвучивает Кри Саммер) — самка скунса, которая любит выглядеть наилучшим образом. Присцилла, одетая в атласные розовые оборки, любит розы и всевозможные цветы, а также макияж. Однако однажды она завидовала Фриде и хотела ездить верхом на лошади и выполнять трюки, как она. Она — двоюродная сестра фермера Скунса и однажды рассердилась на него за то, что он испортил её встречу с Цветочным клубом, и попыталась превратить его в учтивого джентльмена. Хотя она и является скунсом, скорее всего, ей хирургическим путём удалили пахучие железы. Это объясняет, почему, когда стая рогатых зайцев бежит на неё и её друзей, Присцилла просит Вонючку остановить приближающееся стадо с помощью его скунсового спрея, а не делает это сама.
·       Фермер Скунс (озвучивает Кевин Майкл Ричардсон) — скунс-самец, который является двоюродным братом Присциллы. В то время как Присцилла чиста и опрятна, Фермер Скунс обычно грязный и оправдывает своё имя. Он может выращивать редкие степные перцы.
·       Хрюша Дэн (озвучивает Гэри Энтони Уильямс) — пекари шахтёр, младший брат Дасти. Его хобби — добыча полезных ископаемых, как и у его старшего брата Дасти.
·       Дасти (озвучивает Гэри Энтони Уильямс) — пекари-шахтёр, старший брат Грязного Дэна. Он любит шахтёрское дело, как и его младший брат Грязный Дэн.
·       Банкир Барсук (озвучивает Карлос Алазраки) — барсук, который работает городским банкиром. Несмотря на своё предназначение в городе, он, кажется, никак не влияет ни на одну сюжетную линию.
·       Луговые собачки, либо же суслики (озвученные Джессикой ДиЧикко и Лукасом Грейбилом) иногда рассказывают о событиях в песнях. Их трое. Один — самец, он играет на гитаре и носит красную ковбойскую шляпу, другой — тоже самец, он играет на банджо и носит соломенную шляпу, а третья —самка, она не играет ни на каких инструментах, но носит шляпу с полями. В серии «Солнце, не свети» Луговые собачки в ночных сценах были в ночных рубашках, ночных колпаках и ночных халатах.
·       Эбигейл (озвучивает Мо Коллинз) — высокий белый журавль, журналистка и главный редактор городской газеты, которая иногда преувеличивает в своих статьях. Она также является опытной фигуристкой.
·       Рита Рэттлер — гремучая змея, которая живёт за городом. Она носит соломенную шляпу с пером.
·       Фрида (озвучивает Джилл Э. Александер) — лиса и наездница. Она хорошо ездит верхом и работает с верёвками, вызывая зависть у Присциллы.
·       Самсон - лошадь Фриды.
·       Мопс Арчи (озвучивает Джефф Беннетт) — водитель дилижанса, курсирующего по маршруту через Мирный и добрый город. Однажды его посадили в тюрьму за то, что он без спросу съел печенье шерифа Келли.
·       Доктор Волк (озвучивает Кевин Майкл Ричардсон) — дантист. Поначалу все думали, что из-за его внешности он похож на большого страшного волка, который хочет причинить вред Клювику. Вскоре он показал, что на самом деле он просто дантист, который хочет вылечить искривлённый клюв дятла. Он любит сок кактуса с двойными шипами.
·       Доктор Крякерс (озвучивает Джефф Беннетт) — селезень, который работает городским врачом.
·       Коди (озвучивает Джефф Беннетт) — самец калифорнийской земляной кукушки, почтальон, который разносит почту по городу.
·       Черепашкин (озвучивает Карлос Алазраки) — мудрая старая испано-американская черепаха. У него есть фиолетовый цилиндр с голубым пером, который он называет своей «счастливой шляпой». Также выясняется, что он — «Эль Йо-Йо».
·       Мистер Дилло (озвучивает Джефф Беннетт) — броненосец, который работает кузнецом в городе. Он делает подковы, которые носит Лучик.
·       Мистер Инженер (озвучивает Карлос Алазраки) — суетливый енот, который работает машинистом на железной дороге, проходящей через Милые и Дружелюбные Уголки. Он хвастается, что его «Железный конь» может двигаться быстрее любой лошади, чем расстраивает Лучика. 

### Бандиты и воры
[Редактировать]
·       Проныра Трэвис (озвучивает Роб Полсен) — тощий мошенник хорёк, позже он исправился и начал работать дворником.
·       Освальд (озвучивает Кевин Майкл Ричардсон) — большой, немного неуклюжий медведь, помощник Хитрого Трэвиса. Несмотря на то, что он бандит, он часто бывает медлительным, к большому огорчению своего босса.
·       Братья Траббл, также известные как железнодорожные бандиты (озвучены Джеффом Беннеттом, Кевином Майклом Ричардсоном и Робом Полсеном), — это троица волков по имени Красный, Серый и «Босс». Они грабят поезд мистера Инженера. В некоторых эпизодах можно увидеть только двоих из них. У них есть младший брат по имени Тедди, который исправился. 
·       Молочный вор (озвучивает Фли) — это самец рыси, который грабит молочный бар Эллы.
·       Кит Кактус (озвучивает Джессика ДиЧикко) — это кактус. Кит выдаёт себя за Тоби, сеет хаос и ворует вещи. Никто из горожан не может отличить его от Тоби, несмотря на то, что он другого оттенка зелёного, у него чёрная шляпа вместо оранжевой, чёрные шипы вместо жёлтых и другой голос. Поэтому они обвиняют Тоби в том, что он совершает все преступления.
·       Билли Козлик Малыш (озвучивает Джефф Беннетт) — козёл. Он бандит, который сбежал из тюрьмы, но был пойман шерифом Келли и Клювиком.
·       «Похитители животных» (озвучены Робом Полсеном и Гэри Энтони Уильямсом) — это группа собак-бандитов, которые часто пытаются похищать животных. Их главарь даже пытается свергнуть Келли с поста нового шерифа, сфальсифицировав выборы.
·       Братья Сильверадо (озвучены Игги Попом и Генри Роллинзом) — дуэт быстрых горностаев-бандитов, которые появляются только зимой. Они всегда носят коньки и охотятся за всем, что сделано из серебра.
·       Финес Дуралей(озвучивает Киган-Майкл Ки) — петух, который играет в азартные игры и известен тем, что обманывает людей, чтобы сбежать. Он даже трижды обманул Клювика.
·       Джонни Страм (озвучивает Крис Айзек) — антропоморфный конь, который является музыкантом и своим пением может вводить людей в транс. Обычно он известен тем, что ворует, и у него есть лошадь по имени Мемфис.
·       Дикий бандит (озвучивает Клэнси Браун) — опасный и неуловимый преступник дикий кот.
·       Джетро (озвучивает Мо Коллинз) и Джолин Бивер (озвучивает Джейкоб Крейнер) — два озорных бобра. Они построили плотину на ручье, чтобы шантажировать шерифа Келли.
·       Барни-грабитель (озвучивает Джесс Харнелл) — это гриф, который использует аэроплан для кражи коров.
·       Клан Грифов Дингус Гриф(озвучивает Тресс МакНил), Дэрвуд Гриф(озвучивает Дидрих Бадер) и Мама Гриф(озвучивает Джесси Хьюз) — семья Барни, разбойника с большой дороги.

### Другие персонажи
·       Брэдли (озвучивает Ди Брэдли Бейкер) — персонаж. Он издевался над Тоби и называл его «ябедой». Брэдли даже забрал у Тоби новенький самокат и бросал в него газеты. Тоби боялся рассказать шерифу Келли правду, но потом Келли сказала Тоби, что «ты не ябеда, когда наказываешь хулигана», и Тоби набрался смелости и сказал Брэдли, чтобы тот перестал его задирать. Тогда Брэдли усвоил важный урок, что быть хулиганом было неправильно.
·       Похититель пирогов — персонаж волк, показанный в истории Присциллы о похитителе пирогов. Впервые он появился в эпизоде с таким же названием.
·       Джей и Рэй Джей (озвучены Робом Полсеном) — голубые сойки. Келли называла их кукурузными бандитами до тех пор, пока они не перестали ими быть. Джей — старший, а Рэй — младший. Они были временно вне закона.
·       «Конокрады» — это дуэт Бобби и Дикий кот, которые пытались похитить Лучика, когда он убежал от них с табуном диких лошадей. Их остановили и арестовали шериф Келли и Клювик.
·       Шериф Гафгаф – такса, работающая шерифом в Красном Ущелье.
·       Ловкач Эдди – зелёная ящерица, кто работает продавцом ненужных вещей.
·       Косуля Ко – косуля, которая является одной из подруг Присциллы.
·       Бизон Бо – бизон, городской парикмахер.
- Бастер - крольчонок, являющийся фоновым персонажем.
- Полли Мэй Дикобраз — персонаж североамериканского Дикобраза. Когда Тоби подружился с ней, Клювик почувствовал себя бесполезным, потому что он не колючий.
- Попугай Педро — второстепенный персонаж из мультсериала Узнавайки «Шериф Келли и дикий запад». В русском дубляже его называют странным именем Чучо.
- Мышонок Бэтти – летучая мышь, которая живёт в хрустальной пещере.
- Бульдог Белинда – бульдожка, которая является искательницей воды. Её сын – Бульдог Брэдли.
- Мистер Буль-буль – рыбка, питомец Шерифа Келли.
- Тиролис Джо – упоминаемый персонаж. Он индюк, который хорошо умел петь и когда-то уехал из Мирного и Доброго города.
- Сэм Полынь – книжный герой, про которого любит читать Тоби.
- Грязнуля Гас – упоминаемый персонаж.
- Дикий орёл – неантропоморфный орёл, который случайно утащил Тоби в одной из серий.
- Дикий медведь – неантропоморфный медведь. Зимой впадает в спячку.
- Тедди – бежевый волчонок, положительный герой. Единственный из братьев Траббл, кто исправился.
- Безымянный волк – грабитель городов, внешним видом похож на Доктора волка, дантиста.
- Мерзкий Стен – злая ящерица молох, который был ненароком убит Тоби в первой серии второго сезона. Позже он появляется в других сериях вживую.
- Чумазая Грейс – свинка, приехавшая в Мирный и добрый город в последней серии.
- Герти – свинка, сестра Чумазой Грейс.
- Неудержимый – вороной конь Ловкача Эдди. Очень быстрый.
- Орешек и Черныш – две лошади. В одной из серий они должны были скакать вместе.
- Быстрый Фил – черепаха, второстепенный герой.
- Мемфис – неморфный конь Короля Джонни.
- Фоновые персонажи – персонажи, которые просто проходят мимо и не влияют на сюжетную линию.
- Эль Йо-йо – персонаж, кем раньше был Черепашкин.

·       В отличие от большинства телешоу, названия эпизодов поются, а не произносятся.

### Эпизоды [Редактировать]
| Сезон | Сегменты | Эпизоды | Первоначально выпущенный | Первоначально выпущенный |
| Сезон | Сегменты | Эпизоды | Впервые выпущенный       | Последний выпущенный     |
| 1     | 46       | 23      | 20 января 2014 г.        | 5 декабря 2014 г.        |
| 2     | 44       | 22      | 12 сентября 2015 г.      | 13 февраля 2017          |

### ·       Сезон 1 (2014)
·       [Редактировать]
| Нет. в целом | Нет. в сезон | Название                       | Режиссер                                      | Автор :                                                                                     | Раскадровка по               | Первоначальная дата выпуска | Толчок. код | Зрители в США (миллионы) |
| 1a | 1a           | «Подкова на счастье»           | Говард Э. Бейкер (руководит)                  | Джо Ансолабехер                                                                             | Патрисия Вонг                | 20 января 2014 г.           | 101а        | 1.35                     |
| Научившись играть в подковы, Клювик начинает хвастаться тем, как хорошо он играет в подковы, после того как забивает двойной гол, и начинает задирать других горожан, говоря, что он лучше их. Из-за этого шериф Кел ли учит Клювика быть хорошим спортсменом, когда шериф Келли вызывает Пека на игру в под ковы и побеждает его в его же игре. |              |                                |                                               |                                                                                             |                              |                             |             |                          |
| 1b | 1b           | «Самородок Келли»              | Говард Э. Бейкер (руководит)                  | Криста Такер                                                                                | Говард Э. Бейкер             | 20 января 2014 г.           | 101b        | 1.35                     |
| Когда Келли находит золотой самородок, она решает использовать его, чтобы починить с ломанный мост. Но когда ей нужно помочь Лучику, она просит Тоби и Клювика присмотре ть за ним. Когда Клювик и Тоби теряют его, они решают раскрасить камень и сделать из него настоящий золотой самородок. После того, как они раскрывают свой обман, Клювик признаётс я Келли, что это была его идея солгать о потере самородка. Когда Келли выражает своё рразо разочарование в Клювике за то, что он ей солгал, он понимает, что всегда может быть честным, несмотря ни на что. |              |                                |                                               |                                                                                             |                              |                             |             |                          |
| 2a | 2a           | «Ограбление»                   | Говард Э. Бейкер (руководитель)               | Форд Райли                                                                                  | Вильямор М. Круз - младший . | 20 января 2014              | 115а        | 1.42                     |
| По пути в Джексонвилль с губернатором Сурком на ежегодный конкурс шерифов шериф Келли решает свои дела, когда трое бандитов на поезде крадут трофей «Золотая звезда», который должен был быть вручён на церемонии награждения «Лучшему шерифу штата». |              |                                |                                               |                                                                                             |                              |                             |             |                          |
| 2b | 2b           | «Дэн и Дасти ссорятся»         | Говард Э. Бейкер (руководитель)               | Криста Такер                                                                                | Натали Лонг                  | 20 января 2014              | 115b        | 1.42                     |
| Грязный Дэн и Дасти спорят о том, в какую сторону нужно копать, когда добывают железо для мистера Дилло. Шериф Келли вскоре вмешивается и учит их извиняться, когда они обижают друг друга во время спора, но, про должая спорить, они подвергают себя серьёзной опасности. |              |                                |                                               |                                                                                             |                              |                             |             |                          |
| 3а | 3а           | «Трэвис Проныра»               | Денис Морелла Говард Э. Бейкер (руководитель) | Элизабет Кейшиан и Кент Редекер                                                             | Дэвид Принс                  | 21 января 2014              | 108а        | 0.88                     |
| Проныра Трэвис обманывает Клювика и Тоби, утверждая, что продаёт футболки «Будь с ильным». В конце эпизода Келли понимает, что футболки «Будь сильным» не «делают теб я сильным», а затем говорит Клювику и Тоби, что если что-то кажется слишком хорошим, ч чтобы быть правдой, то, скорее всего, так оно и есть. |              |                                |                                               |                                                                                             |                              |                             |             |                          |
| 3b | 3b           | «Тоби притворяется»            | Денис Морелла Говард Э. Бейкер (руководитель) | Челси Мейер                                                                                 | Натали Лонг                  | 21 января 2014              | 108b        | 0.88                     |
| Тоби хочет показать городу свой новый танец, но всё внимание достаётся шерифу Келли, потому что она заболела. Из-за этого Тоби притворяется больным, чтобы привлечь к себ е больше внимания. Но он обнаруживает, что притворяться больным не так весело, особ енно если Тоби пропускает танцы из-за своей так называемой болезни. |              |                                |                                               |                                                                                             |                              |                             |             |                          |
| 4а | 4а           | «Замените Арчи!»               | Джордж Эвелин Говард Э. Бейкер (руководитель) | Джон Лой                                                                                    | Джо Хорн                     | 22 января 2014              | 119а        | 0.91                     |
| Клювик и Тоби садятся за руль дилижанса, когда Мопс Арчи, обычный водитель дилижанс а, не может сесть за руль из-за травмы, которая вывела его из строя на неделю. Однако о ни забывают забрать важный груз золота, который нужно было доставить в Речной город, и едут по опасному короткому пути через Страшную прерию, пытаясь избежать встречи с шерифом Келли, из-за которого Тоби принимает её за грубого и жестокого бандита, известного как Ужасный банджо. |              |                                |                                               |                                                                                             |                              |                             |             |                          |
| 4b | 4b           | «Хитрая шахта»                 | Джордж Эвелин Говард Э. Бейкер (руководитель) | Автор рассказа : Карин Гринберг Телепередача от : Челси Мейер                               | Вильямор М. Круз - младший . | 22 января 2014              | 119b        | 0.91                     |
| Когда Хрюша Дэн говорит, что в Хитрой шахте нет золота, он просит Дядю Зая передать это е го брату Дасти, но дядя Зай не может сосредоточиться, обслуживая других покупателей в , и сообщает всем, что в Хитрой шахте есть золото. Проблемы возникают, когда Дасти отп равляется в Хитрую шахту, пугается и чуть не подвергает себя опасности. После того, как дядя Бун спасает Дасти, он извиняется за то, что не прислушался к Дэну, и обещает в следующий раз слушать внимательнее. |              |                                |                                               |                                                                                             |                              |                             |             |                          |
| 5а | 5а           | «Противный вредный грызун»     | Говард Э. Бейкер (руководитель)               | Кент Редекер                                                                                | Крис Оцуки                   | 23 января 2014              | 114а        | 1.07                     |
| Детёныш кенгуровой крысы, любящий маринованные овощи из прерий, попадает в «Мирный й и добрый город» в корзинке Тоби и сеет хаос и разрушения в городе, сводя с ума шерифа Кэлли, который пытается его поймать. Позже Кэлли на примере терпения Черепашкин узнаёт, что терпение — лучший спо способ поймать маленькую надоедливую тварь, сколько бы времени это ни заняло. |              |                                |                                               |                                                                                             |                              |                             |             |                          |
| 5b | 5b           | «Куда угнали скот?»            | Говард Э. Бейкер (руководитель)               | Карин Гринберг                                                                              | Гаэль Биренс                 | 23 января 2014              | 114b        | 1.07                     |
| Клювик и Тоби хотят срезать путь, когда перегоняют скот фермера Скунса из долины на летние пастбища, и едва не подвергают опасности скот и самих себя. |              |                                |                                               |                                                                                             |                              |                             |             |                          |
| 6а | 6а           | «Грустный Лучик»               | Денис Морелла Говард Э. Бейкер (руководитель) | Джон Лой                                                                                    | Патрисия Вонг                | 24 января 2014              | 116а        | 0.68                     |
| Лучик ревнует к новому быстрому поезду «Железный конь», который, по словам мистера Инженера, лучше лошадей, и убегает. Позже они спасают Присциллу Скунс после того, как она случайно нажимает на рычаг, из-за чего «Железный конь» выходит из-под контроля на высокой скорости. Шериф Келли учит Лучика, что ни один поезд никогда не заменит верную лошадь. |              |                                |                                               |                                                                                             |                              |                             |             |                          |
| 6b | 6b           | «Клювик главный»               | Денис Морелла Говард Э. Бейкер (руководитель) | Автор рассказа : Джо Ансолабехер Телепередача : Дэвид Питлик                                | Джо Хорн                     | 24 января 2014              | 116b        | 0.68                     |
| Пока шериф Келли помогает Коди доставлять почту, Клювика назначают временным шерифом. Однако он выходит из-под контроля и сажает всех жителей Мирного и Доброго города в тюрьму по непонятным причинам, не зная, что сбежавший заключённый по имен и Билли Козёл-Малыш грабит город, похищая имущество горожан, в том числе трофей Клювика «Подкова». |              |                                |                                               |                                                                                             |                              |                             |             |                          |
| 7а | 7а           | «Прыщ на носу »                | Говард Э. Бейкер (руководитель)               | Скотт Грей                                                                                  | Дэвид Принс                  | 27 января 2014              | 102а        | 0.94                     |
| Когда у Тоби появляется большая шишка на носу (которую он называет «Мистер Шишка») перед первым в его жизни городским снимком, возникают проблемы, когда странная красная шишка растёт с каждой минутой и её практически невозможно скрыть, пока шишка не превращается в красивый и «пушист ый» цветок кактуса. |              |                                |                                               |                                                                                             |                              |                             |             |                          |
| 7b | 7b           | «Клювик извиняется»            | Говард Э. Бейкер (руководитель)               | Кент Редекер                                                                                | Натали Лонг                  | 27 января 2014              | 102b        | 0.94                     |
| Когда Тоби проливает попкорн и молоко на пол в тюрьме, Клювик называет его шишкой. Тоби задаётся вопросом, почему Пек, и После, Тоби думает, что Клювик никогда не видел шишек вживую и отправляется в опасн ое путешествие в поисках ответа. После уборки в тюрьме Клювик говорит Келли, что назв ал Тоби шишкой, и Келли отвечает, что обзываться — это плохо. Позже Клювик сожалеет о том, что назвал Тоби шишкой, и умоляет о пощаде. |              |                                |                                               |                                                                                             |                              |                             |             |                          |
| 8а | 8а           | «Лучику везёт»                 | Говард Э. Бейкер (руководитель)               | Криста Такер                                                                                | Патрисия Вонг                | 28 января 2014              | 103а        | 1.10                     |
| Шериф Келли дарит Лучику «счастливый платок» в надежде, что это улучшит его навыки в гонках перед важной гонкой после того, как он потерял уверенность в себе, поскользнув шись во время тренировки. |              |                                |                                               |                                                                                             |                              |                             |             |                          |
| 8b | 8b           | «Клюв кривой»                  | Говард Э. Бейкер (руководитель)               | Дэвид Питлик                                                                                | Аарон Кларк                  | 28 января 2014              | 103b        | 1.10                     |
| Клювк пытается съесть одно из печенек Присциллы, клюёт его и изгибает клюв. Шериф Келли вызывает дантиста, доктора Волка, но никто не знает, что доктор Волк — дантист. Он выглядит устрашающе (после тряской поездки в дилижансе, которая испортила его пр ичёску), и когда он говорит, что собирается «навести порядок в округе», все — даже сам Клювик— в ужасе от него. Поэтому Тоби пытается выдать себя за дятла, чтобы выманит ь доктора Волка, пока Клювик ищет шерифа Келли, что приводит к катастрофическому стол кновению между ними. |              |                                |                                               |                                                                                             |                              |                             |             |                          |
| 9а | 9а           | «Тоби-пастух»                  | Денис Морелла Говард Э. Бейкер (руководитель) | Джо Ансолабехер                                                                             | Дэвид Принс                  | 29 января 2014              | 105а        | 0.92                     |
| Тоби зарабатывает деньги на молочные коктейли для Эллы (бесплатной коровы), обещая привязать коров-рабов для фермеров, приехавших на ярмарку в Ред-Гэп, но не выполняет своё обещание и не заботится о свои х подопечных. |              |                                |                                               |                                                                                             |                              |                             |             |                          |
| 9b | 9b           | «Голубые сойки»                | Денис Морелла Говард Э. Бейкер (руководитель) | Скотт Грей                                                                                  | Натали Лонг                  | 29 января 2014              | 105b        | 0.92                     |
| Келли пытается помешать братьям-голубям по имени Рэй Джей и Джей Джей украсть уро жай кукурузы фермера Скунса во время ежегодного фестиваля «Дни сбора урожая кукуру зы». Но шериф Келли узнаёт истинную причину, по которой они украли урожай кукурузы фермера Стинки, и они с фермером Стинки помогают им в трудную минуту. Выиграв конкурс, братья Джей понимают, что просить о по мощи гораздо лучше, чем воровать. |              |                                |                                               |                                                                                             |                              |                             |             |                          |
| 10а | 10а          | «Клювик любит Клементину »     | Говард Э. Бейкер (руководитель)               | Майкл Л. Крамер и Холли Хакинс                                                              | Крис Оцуки                   | 30 января 2014              | 107а        | 0.83                     |
| Устав от медлительности Клементины, Клювик решает обменять Клементину на быструю лошадь по кличке Неудержимый, но получает больше, чем рассчитывал, потому что он очень быстр и его очень сложно остановить. Другие лошади не могут пройти по скользкой грязи, поэтому Клементина слышит крик хозяина и отправляется спасать его и Дасти. Он успешно спасает их обоих, и Клювик рад, что Клементина спасла их медленно, но верно. |              |                                |                                               |                                                                                             |                              |                             |             |                          |
| 10b | 10b          | «Лассо, вернись!»              | Говард Э. Бейкер (руководитель)               | Карин Гринберг                                                                              | Россен Варбанов              | 30 января 2014              | 107b        | 0.83                     |
| Тоби решает воспользоваться лассо шерифа Келли, не обучившись его использованию, его похищает гигантский орёл, на которого он случайно набрасывает лассо. |              |                                |                                               |                                                                                             |                              |                             |             |                          |
| 11а | 11а          | «Макаронный смерч »            | Джордж Эвелин Говард Э. Бейкер (руководитель) | Автор рассказа : Челси Мейер Автор телепередачи : Джо Ансолабехер                           | Россен Варбанов              | 31 января 2014              | 111а        | 1.00                     |
| После того, как по городу пронёсся смерч, Клювика принимают за героя за то, что он позв онил в колокол на городской площади, хотя на самом деле в колокол звонила Клементин а. Увидев это, Клювик решает рассказать всем правду. |              |                                |                                               |                                                                                             |                              |                             |             |                          |
| 11b | 11b          | «Драма Присциллы»              | Джордж Эвелин Говард Э. Бейкер (руководитель) | Джон Лой                                                                                    | Натали Лонг                  | 31 января 2014              | 111b        | 1.00                     |
| Когда Фрида Фокс приезжает в город, из-за ревности Присцилла пытается ездить верхом , как каскадёр, подобно своей кумиру Фриде. Вскоре она понимает, что лучше оставаться собой и использовать свой опыт в выращивании красивых роз после того, как её попытка покататься на лошади заканчивается катастрофой. |              |                                |                                               |                                                                                             |                              |                             |             |                          |
| 12а | 12а          | «Король Скунс»                 | Говард Э. Бейкер (руководитель)               | Скотт Грей                                                                                  | Дэвид Принс                  | 3 февраля 2014              | 112а        | 0.97                     |
| Жители города решают оказать услугу фермеру Скунсу, чтобы получить немного редкого степного перца. К сожалению, перца не хватает на всех. Когда Скунс признаётся, что у н его остался только один перец, все расстраиваются из-за того, что он обменял то, чего у него нет (что равносильно невыполнению обещания). Чтобы загладить свою вину перед всеми, он использует последний перец, чтобы приготовить суп из степного перца. |              |                                |                                               |                                                                                             |                              |                             |             |                          |
| 12b | 12b          | «Сенсационная новость Эбигейл» | Говард Э. Бейкер (руководитель)               | Криста Такер                                                                                | Вильямор М. Круз - младший . | 3 февраля 2014              | 112b        | 0.97                     |
| Прочитав сильно приукрашенную Эбигейл новость о том, что Ванильные равнины — это райский уголок с деревьями, на которых растёт попкорн, и источниками газировки, котор ые обнаружили исследователи, Клювик и Тоби решили исследовать Ванильные равнины , не зная, что это пустынная бесплодная местность, полная опасностей. После спасения Клювика и Тоби Эбигейл признаётся, что ей было скучно из-за отсутствия новостей, и обеща ет, что больше никогда не будет писать выдуманные истории. |              |                                |                                               |                                                                                             |                              |                             |             |                          |
| 13а | 13а          | «Чудо в перьях»                | Джордж Эвелин Говард Э. Бейкер (руководитель) | Кент Редекер                                                                                | Гаэль Биренс                 | 4 февраля 2014              | 117а        | 0.94                     |
| Увидев Клементину с перьями и решив, что она их отрастила, Клювик и Тоби пытаются на учить её летать. Однако оказывается, что Клементина просто была покрыта липкой паток ой, и перья прилипли к ней. |              |                                |                                               |                                                                                             |                              |                             |             |                          |
| 13b | 13b          | «Бодрые гонки»                 | Джордж Эвелин Говард Э. Бейкер (руководитель) | Кэтрин Левен                                                                                | Дэвид Принс                  | 4 февраля 2014              | 117b        | 0.94                     |
| Во время ежегодной гонки на кроватях Хрюша Дэн и Дасти слишком сильно соревнуются с командами соперников, но когда они вместе с Клювиком и Тоби попадают в серьёзные неприятности, они оба сожалеют об это м. |              |                                |                                               |                                                                                             |                              |                             |             |                          |
| 14а | 14а          | «Келли мы спасём!»             | Говард Э. Бейкер (руководитель)               | Холли Хакинс                                                                                | Россен Варбанов              | 6 февраля 2014              | 104а        | 0.82                     |
| Черепашкин вспоминает тот день, когда Келли застряла в каньоне, который теперь извес тен как Каньон Помощи, и ей понадобилась помощь горожан, чтобы выбраться из каньон а. |              |                                |                                               |                                                                                             |                              |                             |             |                          |
| 14b | 14b          | «Клювик и орешки»              | Говард Э. Бейкер (руководитель)               | Майк Крамер                                                                                 | Крис Оцуки                   | 6 февраля 2014              | 104b        | 0.82                     |
| Клювик замечает, что часть его смеси для походов пропала, и начинает обвинять горожан в краже. Оказывается, в его мешке есть дырка, потому что он положил орешки слишком близко к значку и не заметил этого. |              |                                |                                               |                                                                                             |                              |                             |             |                          |
| 15а | 15а          | «Пропала наша птичка!»         | Говард Э. Бейкер (руководитель)               | Кент Редекер                                                                                | Патрисия Вонг                | 14 февраля 2014             | 106а        | 1.32                     |
| Пустынные птицы-неразлучники Присциллы по имени Полли и Долли сбежали из клетки во время встречи губернатора Сурка с горожанами (который был в турне и вручал помощ никам блестящие золотые значки в виде звёзд за усердную работу) после того, как она с лучайно опрокинула клетку. Поэтому, поймав Полли, Клювик и шериф Келли отправляют ся на поиски пропавшей птицы-неразлучника. Вскоре после нескольких неудачных попыток спасения они узнают, что Долли привлекла свист Клювика. И за свои доблестные усилия он был награждён губернатором Сурком самой большой и блестящей золотой звездой. |              |                                |                                               |                                                                                             |                              |                             |             |                          |
| 15b | 15b          | «Новый танец Келли»            | Говард Э. Бейкер (руководитель)               | Криста Такер                                                                                | Аарон Кларк                  | 14 февраля 2014             | 106b        | 1.32                     |
| Пока шериф Келли готовится к ежегодному городскому танцу в кругу, ей на ногу попадает консервная банка, и, пытаясь её снять, она придумывает новый танцевальный шаг под н названием «Твист ковбойши», который становится хитом танца в кругу. |              |                                |                                               |                                                                                             |                              |                             |             |                          |
| 16а | 16а          | «Мнимый вор»                   | Говард Э. Бейкер (руководитель)               | Криста Такер                                                                                | Дэвид Принс                  | 7 марта 2014                | 120a        | 1.53                     |
| Во время конкурса по выпечке пирогов Присцилла съела пироги участников и придумала историю о воре, который съел пироги, чтобы спрятать съеденные ею пироги. Затем, пока Келли и Клювик ищут вора, она должна помешать настоящему бандиту, который грабит молочный магазин Эллы, сбежать. |              |                                |                                               |                                                                                             |                              |                             |             |                          |
| 16b | 16b          | «Золото»                       | Говард Э. Бейкер (руководитель)               | Скотт Грей и Джо Ансолабехер                                                                | Патрисия Вонг                | 7 марта 2014                | 120b        | 1.53                     |
| Когда дядя Зай находит на своём заднем дворе огромный самородок золота, он думает, что разбогател и может использовать так называемый золотой самородок, чтобы переех ать в большой город, потому что он уверен, что это настоящее золото. Вскоре он избавля ется от всего, что есть в его магазине, включая сам магазин, но после того, как он узнаёт, что самородок на самом деле — это «золото дураков» (пирит)... которое ничего не стоит, дядя Бан вскоре вынужден рассказать всем правду. Но все уже устроили для него проща льную вечеринку! Дядя Бан убегает, но попадает в неприятности, и шериф Келли спасает т его. Дядя Зай слишком боялся сказать правду, потому что не хотел выглядеть дураком перед самим собой, поэтому Кэлли принимает его извинения, а горожане возвращают его вещи в магазин. |              |                                |                                               |                                                                                             |                              |                             |             |                          |
| 17а | 17а          | «Клювик, Тоби и пряжа»         | Говард Э. Бейкер (руководитель)               | Криста Такер                                                                                | Вильямор М. Круз - младший . | 8 апреля 2014               | 109а        | 1.78                     |
| Клювик и Тоби случайно портят подарок Келли — одеяло, которое она связала на день рождения дяди Зая, и пытаются связать ещё одно, что приводит к катастрофическим пос ледствиям. |              |                                |                                               |                                                                                             |                              |                             |             |                          |
| 17b | 17b          | «Наш фермер Дэнди»             | Говард Э. Бейкер (руководитель)               | Джо Парди и Холли Хакинс                                                                    | Крис Оцуки                   | 8 апреля 2014               | 109b        | 1.78                     |
| После того, как фермер Скунс испортил встречу Цветочного клуба своим запахом, Присц илла решает превратить его в утончённого джентльмена. Но без старого Скунса всё идёт не так хорошо. |              |                                |                                               |                                                                                             |                              |                             |             |                          |
| 18а | 18а          | «Новые друзья»                 | Говард Э. Бейкер (руководитель)               | Стив Салливан и Энди Гердат                                                                 | Гаэль Биренс                 | 23 мая 2014                 | 121а        | 1.48                     |
| Приехавший в город новичок по имени Попугай Педро сводит Клювика с ума, повторяя вс ё, что тот говорит и делает. Клювик думает, что все в городе его дразнят, но Педро не по нимает, что копирование и повторение кого-то может причинить столько неприятностей и заставить человека чувствовать себя определённым образом. Из-за этого Клювик сажает Педро в тюрьму. Позже Келли, извинившись за действия Клювика, отвозит Педро в Эхо-Ка ньон, где он узнаёт, что чувствовал Клювик, когда повторял за ним. |              |                                |                                               |                                                                                             |                              |                             |             |                          |
| 18b | 18b          | «Тоби-репортёр»                | Говард Э. Бейкер (руководитель)               | Криста Такер                                                                                | Крис Оцуки                   | 23 мая 2014                 | 121b        | 1.48                     |
| Тоби хочет стать репортёром, как Эбигейл, и пытается найти «сенсацию», достойную осв ещения в новостях, но не понимает, что из-за своего любопытства он попадёт в большие неприятности. Тоби узнаёт, как важно спрашивать, прежде чем трогать. |              |                                |                                               |                                                                                             |                              |                             |             |                          |
| 19а | 19а          | «Солнце, не свети!»            | Говард Э. Бейкер (руководитель)               | Автор рассказа : Холли Хакинс Телепередача от : Форд Райли                                  | Патрисия Вонг                | 6 июня 2014                 | 113а        | 2.03                     |
| Во время похода в пустыне с шерифом Келли и под жуткую историю, которую рассказыва ет шериф Келли, Клювик и Тоби просыпаются посреди ночи в ужасе от жутких звуков и бе рут у шерифа Келли лассо, пока она спит. Вскоре все лишаются сна, и Ужасная волна жа ры обрушивается на Мирный и Добрый город, когда Клювик и Тоби используют лассо, что бы поймать солнце и заставить его взойти раньше! В конце концов они решили рассказат ь Келли о том, что сделали, и она сказала им, что нельзя исправить ошибку, совершив др угую ошибку. Шериф Келли использует своё лассо и возвращает солнце на место, и все снова могут уснуть. |              |                                |                                               |                                                                                             |                              |                             |             |                          |
| 19b | 19b          | "Жуткие жуки"                  | Говард Э. Бейкер (руководитель)               | Криста Такер                                                                                | Аарон Кларк и Крис Оцуки     | 6 июня 2014                 | 113b        | 2.03                     |
| В то время как нашествие жуков-листоедов, питающихся ягодами, угрожает уничтожить урожай малины в городе, шериф Келли призывает горожан собраться на ферме фермера Скунса, чтобы собрать малину. К сожалению, горожане спорят о том, как лучше собирать ягоды, но обнаруживают, что все их разные способы сбора малину могут сработать, если они будут работать сообща. |              |                                |                                               |                                                                                             |                              |                             |             |                          |
| 20а | 20а          | «Усатый Тоби»                  | Денис Морелла Говард Э. Бейкер (руководитель) | Автор рассказа : Криста Такер Телепередача от : Форд Райли и Криста Такер                   | Натали Лонг                  | 20 июня 2014                | 122а        | 2.30                     |
| Тоби носит накладные усы в надежде, что его будут считать грубым, жёстким ковбоем, как его герой Сэм Полынь. К сожалению, это создаёт проблемы, потому что усы, которые вы брал Тоби, слишком длинные и приносят горожанам большие неприятности. |              |                                |                                               |                                                                                             |                              |                             |             |                          |
| 20b | 20b          | «Чили без обмана»              | Денис Морелла Говард Э. Бейкер (руководитель) | Кэтрин Льювен и Джо Ансолабер                                                               | Скотт Берн                   | 20 июня 2014                | 122b        | 2.30                     |
| Доктор Крякерс крадёт у Черепашкина перец во время ежегодного конкурса по приготовл ению чили, а затем прибегает к обману, чтобы стать победителем ежегодного конкурса по приготовлению чили в этом году, но это приводит к огненному бедствию из-за острого чили, которое грозит уничтожить город! Только охлаждающие бобы Черепашкина могут охладить огненную катастрофу, которую устроил Доктор Крякерс. |              |                                |                                               |                                                                                             |                              |                             |             |                          |
| 21а | 21а          | «Колючий друг»                 | Джордж Эвелин Говард Э. Бейкер (руководитель) | Кент Редекер                                                                                | Патрисия Вонг                | 29 августа 2014             | 123а        | 1.20                     |
| Клювик чувствует себя лишним, когда Тоби проводит больше времени со своей новой по другой-дикобразом Полли-Мэй, чем с ним. |              |                                |                                               |                                                                                             |                              |                             |             |                          |
| 21b | 21b          | «Чудище в пещере»              | Джордж Эвелин Говард Э. Бейкер (руководитель) | Автор рассказа : Денис Морелла и Скотт Грей Авторы телепередачи : Скотт Грей и Криста Такер | Дэвид Принс                  | 29 августа 2014             | 123b        | 1.20                     |
| Хрюшу Дэна и Дасти спасают шериф Келли и их неожиданный друг — летучий мышонок по имени Бэтти. |              |                                |                                               |                                                                                             |                              |                             |             |                          |
| 22а | 22а          | «Тоби не сдаётся»              | Говард Э. Бейкер (руководитель)               | Кент Редекер                                                                                | Патрисия Вонг                | 4 октября 2014              | 110а        | 1.97                     |
| Тоби рад, что стал первым в мире кактусом-почтальоном. К сожалению, молодой бульдог начинает задираться к нему и говорит Тоби, что тот будет «ябедой», если расскажет о нём. |              |                                |                                               |                                                                                             |                              |                             |             |                          |
| 22b | 22b          | «Наш Клювик и пустыня»         | Говард Э. Бейкер (руководитель)               | Скотт Грей                                                                                  | Аарон Кларк                  | 4 октября 2014              | 110b        | 1.97                     |
| Люди убирают город, но Клювик хочет сам убрать перекати-поле, не прося о помощи. |              |                                |                                               |                                                                                             |                              |                             |             |                          |
| 23а | 23а          | "На гору идём"                 | Говард Э. Бейкер (руководитель)               | Автор рассказа : Скотт Грей и Холли Хакинс Телепередача : Скотт Грей                        | Скотт Берн                   | 5 декабря 2014              | 118а        | 1.04                     |
| Клювик попадает в беду, потому что идет не в ту сторону. |              |                                |                                               |                                                                                             |                              |                             |             |                          |
| 23b | 23b          | "Родео в стихах"               | Говард Э. Бейкер (руководитель)               | Лиза Кеттл                                                                                  | Натали Лонг                  | 5 декабря 2014              | 118b        | 1.04                     |
| Мистер Дилло преодолевает страх сцены с помощью Клювика. |              |                                |                                               |                                                                                             |                              |                             |             |                          |

### ·       Сезон 2 (2015-17)
·       [Редактировать]
| Нет. в целом | Нет. в сезон | Название                     | Режиссер          | Автор :                                                                                 | Раскадровка по                     | Первоначальная дата выпуска | Толчок. код | Зрители в США (миллионы) |
| 24а | 1a           | "Сапоги или жизнь"           | Роберт Рамирес    | Холли Хакинс                                                                            | Дэвид Принс                        | 12 сентября 2015            | 201a        | 1.69                     |
| Когда Тоби обнаруживает, что на берегу реки осталась пара ботинок, он должен вернуть их законному владельцу, а не оставить себе. |              |                              |                   |                                                                                         |                                    |                             |             |                          |
| 24b | 1b           | «Хороший, плохой и йо-йо»    | Роберт Рамирес    | Автор рассказа : Холли Хакинс Телеспектакль по сценарию Джо Ансолабере и Джона Лоя      | Дэвид Принс                        | 11 сентября 2015            | 201b        | 1.97                     |
| Когда черепаха (которая является королём твистеров) просит Тоби найти Эль Йо-йо, выя сняется, что Черепашкин раньше был Эль Йо-йо. |              |                              |                   |                                                                                         |                                    |                             |             |                          |
| 25а | 2a           | "Клювик и бандиты»           | Роберт Рамирес    | Криста Такер                                                                            | Джулия Бримл                       | 6 ноября 2015               | 203а        | 1.09                     |
| Когда Клювик не знает, как остановить грабителей банка, шериф Келли и Тоби решают притвориться грабителями. Тем временем бандиты (из эпизода «Ограбление») ве рнулись и успешно ограбили банк, и Пек (который принимает их за шерифа Келли и Тоби в костюмах бандитов) должен найти способ их остановить. |              |                              |                   |                                                                                         |                                    |                             |             |                          |
| 25b | 2b           | "Цветы для брата"            | Роберт Рамирес    | Автор рассказа : Энди Гердат и Стив Салливан Автор телепередачи : Криста Такер          | Руолин Ли                          | 6 ноября 2015               | 203b        | 1.09                     |
| После того, как Присцилла вылечила людей с помощью цветов, которые помогают чувств овать себя лучше, у Фермера Скунса начинается насморк. Когда у Присциллы заканчива ются цветы, она решает отправиться вместе с шерифом Келли в каньон, чтобы собрать больше цветов, которые помогают чувствовать себя лучше, для своего двоюродного брата Скунса. По пути им обоим нужно преодолеть страх перед грязью (Присцилла) и водой (ше риф Келли), чтобы достать цветы. |              |                              |                   |                                                                                         |                                    |                             |             |                          |
| 26а | 3а           | "Одеяло"                     | Денис Морелла     | Энди Гердат и Стив Салливан                                                             | Старк Хауэлл                       | 13 ноября 2015              | 204а        | 0.80                     |
| Пока все нашивают заплатки на одеяло для губернатора Сурка в День города, Клювик и Клементина делают для него особый подарок в Роки-Ридж: каменные головы губернатора . Но особый сюрприз Клювика в итоге подвергает губернатора и дятла опасности. |              |                              |                   |                                                                                         |                                    |                             |             |                          |
| 26b | 3b           | "Грязнуля стал чистюлей"     | Денис Морелла     | Энди Гердат и Стив Салливан                                                             | Ли-Рой Лейхи                       | 13 ноября 2015              | 204b        | 0.80                     |
| Когда Хрюша Дэн становится чистым и надевает чистую белую одежду, он привлекает вс еобщее внимание и переименовывает себя в Чистюлю Дэна. Однако это расстраивает Да сти, потому что он скучает по своему грязному брату. |              |                              |                   |                                                                                         |                                    |                             |             |                          |
| 27а | 4а           | "Троянский баран"            | Спенсер Лаудьеро  | Криста Такер                                                                            | Отис Брейбой                       | 20 ноября 2015              | 205а        | 0.84                     |
| Когда бандиты успешно крадут городской флаг, шериф Келли и помощник Клювик должны найти способ вернуть флаг из бандитского форта. |              |                              |                   |                                                                                         |                                    |                             |             |                          |
| 27b | 4b           | "Клювик за Клоунов "         | Спенсер Лаудьеро  | Мишель Гендельман и Урсула Циглер                                                       | Дэйв Принс                         | 20 ноября 2015              | 205b        | 0.84                     |
| Клювик хочет пойти на родео, но из-за того, что у него не получается несколько трюков, о н слишком нервничает, чтобы идти, потому что не хочет стать посмешищем. Затем, после поддержки шерифа Келли и Тоби, Клювик решает стать клоуном на родео. Однако, когда два три собачьих бандита крадут быка Ангуса стоимостью в миллион долларов, Клювик должен на найти способ остановить их. |              |                              |                   |                                                                                         |                                    |                             |             |                          |
| 28а | 5а           | "Тоби ждёт подарок"          | Денис Морелла     | Энди Гердат и Стив Салливан                                                             | Ли-Рой Лейхи                       | 27 ноября 2015              | 202а        | 1.00                     |
| В городе Рождество, и Тоби мечтает о таком же животном, как шериф Келли и Клювик. Одн ако, когда пара похитителей животных крадёт сани Санты, Тоби с помощью северного оле ня по имени Комета должен найти способ помешать им сбежать. А позже Тоби получает в подарок на Рождество козла и называет его Малышкой Приклс. |              |                              |                   |                                                                                         |                                    |                             |             |                          |
| 28b | 5b           | "Наш самый лучший праздник"  | Роберт Рамирес    | Холли Хакинс                                                                            | Рулин Ли                           | 27 ноября 2015              | 202b        | 1.00                     |
| Хорёк Трэвис и Медведь Освальд вернулись и украли рождественскую ёлку, обманув гор ожан с помощью марширующего оркестра. Однако вскоре дуэт передумал, увидев, как сч астливы горожане, но вместо того, чтобы посадить их в тюрьму, шериф Келли даёт им вто рой шанс. |              |                              |                   |                                                                                         |                                    |                             |             |                          |
| 29а | 6а           | "Бандит Тоби"                | Денис Морелла     | Челси Бейл                                                                              | Андрей Свислоцкий                  | 11 декабря 2015             | 207а        | 0.98                     |
| В город приезжает бандит по имени Кит Кактус, и многие горожане принимают его за Тоби. Но когда Кит Кактус начинает доставлять неприятности, настоящего Тоби обвиняют в пре ступлениях. |              |                              |                   |                                                                                         |                                    |                             |             |                          |
| 29b | 6b           | "Ловкий воришка"             | Спенсер Лаудьеро  | Энди Гердат и Стив Салливан                                                             | Руолин Ли                          | 11 декабря 2015             | 207b        | 0.98                     |
| Пока шериф Келли охотится на бандита, который грабит амбары, Клювик в ужасе от того, что ему поручили оставаться в тюрьме и описывать пропавших коров. Вскоре выясняетс я, что бандит крадёт коров с помощью самолёта. |              |                              |                   |                                                                                         |                                    |                             |             |                          |
| 30а | 7а           | «Клювик и Финес»             | Спенсер Лаудьеро  | Дэвид Питлик, Энди Гердат и Стив Салливан                                               | Старк Хауэлл                       | 18 декабря 2015             | 206а        | N/A                      |
| Курица по имени Финес Дуралей была задержана за мошенничество, и Клювик был начеку. О Однако, когда он поддался на уловки Финеса, он не понял, что тот его обманывает. Шериф Келли, Клювик и Тоби должны остановить его, пока он не обманул ещё больше жертв. |              |                              |                   |                                                                                         |                                    |                             |             |                          |
| 30b | 7b           | «Неожиданный полёт»          | Роберт Рамирес    | Лиза Кеттл                                                                              | Джулия Бримл                       | 18 декабря 2015             | 206b        | N/A                      |
| Пока все веселятся на ярмарке, Крякерс занят тем, что наполняет свой воздушный шар ге лием, и у него постоянно что-то не получается. Но когда он случайно отпускает верёвку, у держивающую шар, Крякерс и Тоби отправляются в безумное путешествие на воздушном шаре, а Крякерс не знает, как им управлять. |              |                              |                   |                                                                                         |                                    |                             |             |                          |
| 31а | 8а           | «Лучик и табун»              | Денис Морелла     | Криста Такер                                                                            | Ли-Рой Лейхи                       | 6 января 2016               | 208а        | N/A                      |
| Когда Лучику стало грустно из-за того, что шериф Келли не играет с ним, он решает сбеж ать и поиграть с другими дикими лошадьми, не подозревая, что они (даже Лучик) являются мишенью для конокрадов. Шериф Келли вместе с помощником Клювиком должны спасти её любимого коня и других диких лошадей. |              |                              |                   |                                                                                         |                                    |                             |             |                          |
| 31b | 8b           | «Коктейли в стиле Эллы»      | Спенсер Лаудьеро  | Кэтрин Левен                                                                            | Отис Брейбой                       | 6 января 2016               | 208b        | N/A                      |
| Элла начинает ревновать к Тоби, когда он поражает клиентов своими трюками с молочны ми коктейлями. |              |                              |                   |                                                                                         |                                    |                             |             |                          |
| 32а | 9а           | «Тоби и первый снег»         | Роберт Рамирес    | Стив Салливан                                                                           | Джулия Бримл                       | 1 февраля 2016              | 209а        | N/A                      |
| Тоби с радостью отправляется в снежные горы. Но когда медведь-губач разрушает лагерь Хрюши Дэна и Дасти, Тоби впадает в уныние, потому что в снежных горах опасно из-за ме дведя. Позже Клювик и Тоби посыпают весь город сахаром и мукой, чтобы устроить снежн ый день, а суп Эллы неожиданно привлекает медведя, и тот впадает в спячку в их городе. Но когда Тоби случайно разбудил медведя, тот пришёл в ярость и погнался за ними, но ше рифу Келли удалось заставить его впасть в спячку, бросив снеговика в его пещеру. После этого Тоби случайно вызывает лавину, создав большой снежный ком, но шериф Келли ос танавливает его своим лассо, а затем использует его, чтобы сделать снег в городе. |              |                              |                   |                                                                                         |                                    |                             |             |                          |
| 32b | 9b           | «Попробуй, поймай!»          | Андрей Свислоцкий | Автор рассказа : Бесси Най Телепередача от : Челси Бейл                                 | Дэвид Принс                        | 1 февраля 2016              | 209b        | N/A                      |
| Эбигейл решает принять участие в Ледяном конкурсе «Серебряные коньки», потому что о на лучшая фигуристка. Однако их соревнование придётся отложить из-за того, что братья Сильверадо крадут всё серебро, которое находят, и пока шериф Келли гоняется за ними, Эбигейл решает научить Клювика кататься на коньках, чтобы тот забыл о том, что случил ось в прошлый раз. Однако, когда Клювик был потрясён, увидев, что судья — губернатор Сурок, страх Клювика вернулся, но вскоре он преодолел его, когда они с Эбигейл объед инились, чтобы остановить братьев Сильверадо и забрать Серебряный трофей. Они оба выиграли трофей.                                                                         |              |                              |                   |                                                                                         |                                    |                             |             |                          |
| 33а | 10а          | «Келли, прощай»              | Спенсер Лаудьеро  | Энди Гердат                                                                             | Doris Umschaden                    | 15 февраля 2016             | 210a        | N/A                      |
| После провального выступления Фрида Фокс остаётся с кривым хвостом. Шериф Келли за заменяет Фриду на выступлении. К сожалению, Клювик и Тоби начинают беспокоиться, п потому что думают, что шериф Келли может не вернуться в город. |              |                              |                   |                                                                                         |                                    |                             |             |                          |
| 33b | 10b          | «Пожарная тревога»           | Спенсер Лаудьеро  | Ким Дюран и Криста Такер                                                                | Старк Хауэлл                       | 15 февраля 2016             | 210b        | N/A                      |
| Тоби, мистер Дилло и Черепашкин решают набрать добровольцев в свою пожарную друж ину и добиваются успеха после того, как шериф Келли подбадривает их и предоставляет пожарную машину. К сожалению, всё становится ещё хуже, когда Клювик, Присцилла и Фермер Скунс ссорятся друг с другом и используют пожарную машину для своих дел. |              |                              |                   |                                                                                         |                                    |                             |             |                          |
| 34а | 11а          | «Помогать легко»             | Денис Морелла     | Стив Салливан                                                                           | Андрей Свислоцкий                  | 22 февраля 2016             | 211а        | N/A                      |
| Три стервятника (мать и двое детей) оказываются в «Мирном и добром городе» после тог о, как заблудились. Они спрашивают у шерифа Келли, как добраться до Мёртвого округа, и она соглашается взять их с собой, а Элла идёт с ними. Но Келли и Элла не знают, что на самом деле эти стервятники — бандиты. |              |                              |                   |                                                                                         |                                    |                             |             |                          |
| 34b | 11b          | «Непростой аттракцион»       | Роберт Рамирес    | Автор рассказа : Скотт Зоннеборн Автор телепередачи : Карин Гринберг                    | Руолин Ли                          | 22 февраля 2016             | 211b        | N/A                      |
| Клювик и Тоби с радостью катаются на карусели «Весёлые шляпы», пока не расстраиваю тся из-за того, что они слишком низкие, чтобы на ней кататься. Пока шериф Келли помога ет фермеру Скунсу, Клювик и Тоби соглашаются на предложение Ловкача Эдди надеть сапоги для роста в надежде, что они станут достаточно высокими, чтобы кататься на кару сели «Весёлые шляпы». К сожалению, это создаёт проблемы только для них самих и для всех остальных на ярмарке. Но благодаря их ошибке проблема фермера Скунса была реш ена, и он получил синюю ленту за самый большой арбуз. |              |                              |                   |                                                                                         |                                    |                             |             |                          |
| 35а | 12а          | «Драка за приз»              | Денис Морелла     | Автор рассказа : Майкл Крамер Телепередача от : Энди Гердат                             | Келли Джеймс и Фред Клайн          | 29 февраля 2016             | 212а        | N/A                      |
| Клювик и Тоби спорят из-за пары золотых роликов, пока бандиты пытаются найти способ украсть у них золотые ролики. |              |                              |                   |                                                                                         |                                    |                             |             |                          |
| 35b | 12b          | «Пряжки и подтяжки»          | Денис Морелла     | Автор рассказа : Криста Такер Авторы телепередачи : Мишель Гендельман и Криста Такер    | Ли-Рой Лейхи                       | 29 февраля 2016             | 212b        | N/A                      |
| Проныра Трэвис обманом заставляет жителей города отдать ему самое ценное, что у них есть. |              |                              |                   |                                                                                         |                                    |                             |             |                          |
| 36а | 13а          | «А Клювик не сдаётся»        | Спенсер Лаудьеро  | Энди Гердат                                                                             | Doris Umschaden                    | 8 марта 2016                | 213а        | N/A                      |
| Трое бандитов-собачников грабят городской банк, и шериф Келли поручает Клювику зад ержать главаря, пока она преследует его приспешников. |              |                              |                   |                                                                                         |                                    |                             |             |                          |
| 36b | 13b          | «Новый конкурс танцев»       | Роберт Рамирес    | Ким Дюран                                                                               | Джулия Бримл                       | 8 марта 2016                | 213b        | N/A                      |
| Тоби судит городской танцевальный конкурс, но горожане нечестны и дают ему подарки, чтобы он выбрал одного из них победителем. |              |                              |                   |                                                                                         |                                    |                             |             |                          |
| 37а | 14а          | «Баллада о струнах»          | Спенсер Лаудьеро  | Стив Салливан                                                                           | Старк Хауэлл                       | 11 апреля 2016              | 214а        | N/A                      |
| Конь по имени Король Джонни начинает использовать свой голос, чтобы очаровывать жи телей Мирного и Доброго города и забирать их ценности. Он крадёт гитару шерифа Келли , «Шёлковые струны». Келли должна остановить его, иначе она тоже попадёт под его чары . |              |                              |                   |                                                                                         |                                    |                             |             |                          |
| 37b | 14b          | «Пусто в пещере»             | Андрей Свислоцкий | Барт Дженнетт                                                                           | Келли Джеймс и Фред Клайн          | 11 апреля 2016              | 214b        | N/A                      |
| Молочный Бандит обманом заставляет горожан вырыть яму в пещере фермера Скунса , чтобы украсть всё молоко. |              |                              |                   |                                                                                         |                                    |                             |             |                          |
| 38а | 15а          | «Город пустой»               | Андрей Свислоцкий | Рэйчел Форман и Криста Такер                                                            | Руолин Ли                          | 3 июня 2016                 | 215а        | N/A                      |
| Клювик и Тоби остаются одни защищать город от бандитов после того, как остальные гор ожане уезжают на шоу Дикого Запада. |              |                              |                   |                                                                                         |                                    |                             |             |                          |
| 38b | 15b          | «Колодец пропал»             | Денис Морелла     | Стив Салливан                                                                           | Ли-Рой Лейхи                       | 3 июня 2016                 | 215b        | N/A                      |
| Братья Траббл крадут городской колодец желаний. |              |                              |                   |                                                                                         |                                    |                             |             |                          |
| 39а | 16а          | «Нужно воду вернуть»         | Спенсер Лаудьеро  | Рассказ : Рэйчел Форман Автор телепередачи : Барт Дженнетт                              | Doris Umschaden                    | 5 июля 2016                 | 220а        | N/A                      |
| Джолин и Джетро Бобры шантажируют шерифа Келли, перекрыв ручей. Теперь Пек, Тоби и Дилло должны найти способ спасти озеро и шерифа Келли. |              |                              |                   |                                                                                         |                                    |                             |             |                          |
| 39b | 16b          | "Двойные беды"               | Андрей Свислоцкий | Роберт Ламоро и Мишель Ламоро                                                           | Старк Хауэлл и Ли-Рой Лейхи        | 5 июля 2016                 | 220b        | N/A                      |
| Проныра Трэвис, Освальд и остальные жители города ищут неуловимого преступника Ди кого бандита. |              |                              |                   |                                                                                         |                                    |                             |             |                          |
| 40а | 17а          | "Воришки на Хэллоуин"        | Спенсер Лаудьеро  | Стив Салливан                                                                           | Келли Джеймс                       | 3 октября 2016              | 216а        | N/A                      |
| Бандиты украли гигантский фонарь Джека-фонарщика, полный угощений для всего города. |              |                              |                   |                                                                                         |                                    |                             |             |                          |
| 40b | 17b          | "Призрак страшной прерии"    | Андрей Свислоцкий | Энди Гердат                                                                             | Фред Клайн                         | 3 октября 2016              | 216b        | N/A                      |
| Клювик рассказывает Клементине историю о Призрачном всаднике из Страшной прерии. Ситуация ухудшается, когда горожане начинают верить, что история Клювика реальна. |              |                              |                   |                                                                                         |                                    |                             |             |                          |
| 41а | 18а          | "Любопытсво Эллы"            | Роберт Рамирес    | Автор рассказа : Адам Радман Авторы телепередачи : Холли Хакинс и Криста Такер          | Джулия Бримл                       | 10 октября 2016             | 218а        | N/A                      |
| Горожане устраивают для Эллы вечеринку-сюрприз. Но в итоге любопытство берёт над н ей верх. |              |                              |                   |                                                                                         |                                    |                             |             |                          |
| 41b | 18b          | "Потайной тоннель"           | Денис Морелла     | Автор рассказа : Криста Такер Телеспектакль по сценарию: Роберта Ламоро и Мишель Ламоро | Руолин Ли                          | 10 октября 2016             | 218b        | N/A                      |
| Молочный Бандит пытается украсть всё городское молоко во время Молочных дней. |              |                              |                   |                                                                                         |                                    |                             |             |                          |
| 42а | 19а          | «Жулики и торт»              | Спенсер Лаудьеро  | Энди Гердат                                                                             | Ли-Рой Лейхи                       | 17 октября 2016             | 219а        | N/A                      |
| Шериф Келли пытается провести переполненный дилижанс через кишащую бандитами прерию. |              |                              |                   |                                                                                         |                                    |                             |             |                          |
| 42b | 19b          | «Блинчики»                   | Андрей Свислоцкий | Автор рассказа : Жан Ансолабер Телепередача : Скотт Грей                                | Дэйв Уильямс и Глория Й . Дженкинс | 17 октября 2016             | 219b        | N/A                      |
| Дядя Зай и Черепашкин горячо спорят о том, кто быстрее всех жонглирует блинами. Когд а братья Стервятники крадут пончики во время одного из выступлений, дядя Зай и Черепа шкин обвиняют друг друга в мошенничестве и прекращают дружбу. В конце концов шериф Келли ловит братьев, возвращает украденные блины, и дядя Зай с Черепашкиным возоб новляют дружбу. |              |                              |                   |                                                                                         |                                    |                             |             |                          |
| 43а | 20а          | «Келли и Тедди»              | Роберт Рамирес    | Стив Салливан                                                                           | Джулия Бримл                       | 24 октября 2016             | 221а        | N/A                      |
| Келли ловит Тедди из «Братьев-хулиганов» и пытается изменить его дурной характер. |              |                              |                   |                                                                                         |                                    |                             |             |                          |
| 43b | 20b          | "Жажда славы"                | Денис Морелла     | Автор рассказа : Ким Дюран Автор телепередачи : Криста Такер                            | Глория Й . Дженкинс                | 24 октября 2016             | 221b        | N/A                      |
| Клювик начинает ревновать, когда читает газетную статью, восхваляющую Келли. |              |                              |                   |                                                                                         |                                    |                             |             |                          |
| 44а | 21а          | "Наш новый шериф"            | Андрей Свислоцкий | Криста Такер                                                                            | Старк Хауэлл                       | 7 ноября 2016               | 222а        | N/A                      |
| Когда Растли конокрадподменил настоящий ящик для голосования на поддельный, чтобы в день выборов стать шерифом, Клювику и Тоби предстоит найти настоящий ящик для голо сования и выяснить, что похитители украли выборы, чтобы главарь мог стать шерифом и арестовывать всех по глупым причинам. В конце концов, настоящая урна для голосования найдена, и победителем становится... шериф Келли! |              |                              |                   |                                                                                         |                                    |                             |             |                          |
| 44b | 21b          | "Атака грифов"               | Спенсер Лаудьеро  | Энди Гердат                                                                             | Ли-Рой Лейхи                       | 7 ноября 2016               | 222b        | N/A                      |
| Клан Стервятников заманивает горожан в ловушку в «Мирном и добром городе», пытаясь освободить Бандита-Штурмовика из тюрьмы. |              |                              |                   |                                                                                         |                                    |                             |             |                          |
| 45а | 22а          | "Прекрасный праздник пришёл" | Спенсер Лаудьеро  | Энди Гердат                                                                             | Старк Хауэлл                       | 13 февраля 2017             | 217а        | N/A                      |
| Шериф Келли отправляется на поиски группы бандитов, которые украли все валентинки в городе. |              |                              |                   |                                                                                         |                                    |                             |             |                          |
| 45b | 22b          | "Лихорадка"                  | Андрей Свислоцкий | Автор рассказа : Карин Гринберг Телепередача : Скотт Грей                               | Doris Umschaden                    | 13 февраля 2017             | 217b        | N/A                      |
| Когда в город приезжают новые старатели, они спорят с Хрюшей Дэном и Дасти о том, кт о первым нашёл гигантский золотой самородок. |              |                              |                   |                                                                                         |                                    |                             |             |                          |

Производство 
Сериал был анонсирован в 2011 году под рабочим названием «Оазис Оки» во время Летнего фестиваля Ассоциации телевизионных критиков. Мэнди Мур озвучивала главную героиню, изображённую в виде бело-серой полосатой кошки. Было объявлено, что сериал выйдет в конце 2013 года,  однако из-за нескольких изменений в названии и персонажах его выпуск был перенесён на 20 января 2014 года. Изменения в названиях, возможно, были связаны с тем, что «Оки» и «Кико», первоначальные имена шерифа Келли и Тоби, были японскими именами, которые не очень подходили для шоу, действие которого происходит на Диком Западе. (Кико, также пишется как Кико, — это сокращение от Франсиско и Фредерико по-испански.) 18 ноября был запущен официальный сайт с информацией о персонажах и мини-играми.
В интервью Холли Хакинс, Джорджу Эвелину и Денису Морелле для TV Guide Хакинс заявил, что "Нам было так весело взять все эти классические ковбойские приемы – от торнадо и давки скота до ограблений поездов и перестрелки среди бела дня – и сделать их подходящими для детей, чтобы преподавать уроки обмена, прощения и хороших манер". Морелла также заявил, что "Здесь даже есть салун! «Но здесь нет алкоголя и нет шумных, пугающих пьяниц». Она также сказала, что «корова Элла, которая управляет заведением, подаёт молочные коктейли, фруктовые соки и другие полезные напитки, но мы всё равно подаём их через барную стойку, как в старых вестернах!» Команда также заявила, что сериал вдохновлён несколькими вестернами и сериалами, такими как «Шоу Энди Гриффита», «Зелёные просторы», «Быстрый стрелок МакГроу» и классическим диснеевским сериалом 1950-х «Дэви Крокетт».  «Мы провели исследование и выяснили, что настоящий Дикий Запад был далеко не таким диким и пугающим, как нам внушает голливудская мифология о насилии и перестрелках», — говорит Эвелин. «Запад был заселён в первую очередь людьми, которые стремились соблюдать правила, людьми, которые помогали друг другу — и это Мирный и добрый город!»
Лукас Грейбил, озвучивший помощника Клювика, заявил в интервью, что «шериф Келли всегда появляется в последнюю минуту, спасает положение и преподаёт всем по-настоящему ценный урок, и это ещё одна замечательная часть сериала». Он также сказал, что «дети, которые смотрят сериал, не только услышат оригинальную песню в каждом эпизоде, но и усвоят очень простой, но очень ценный урок». Грабил также сказал, что "мне всегда нравилось озвучивать глупышек" и что "Это моя первая постоянная позиция в сериале любого шоу, так что это определенно было изменением. Несмотря на то, что в прошлом я выполнял [озвучку за кадром], я все еще немного нервничал по поводу того, как все пройдет. Но семья, которая окружает "Дикий Запад" шерифа Келли, - это такая теплая, гостеприимная группа ветеранов и очень опытных людей в мире "Голоса за кадром". Они приветствовали меня и сказали: "Ты молодец, просто доверяй себе". Они были правы. Было действительно здорово стать частью этого".
Песни
В каждой серии мультсериала звучит по две песни. Главная песня мультсериала звучит в заставке каждой серии.
Интересные факты
С 2014 по 2017 год мультсериал был показан на телеканале Узнавайка, но из-за малого количества просмотров и низкой аудитории исчез с показа.
27 сентября 2022 года все серии мультсериалы были заблокированы на видеохостинге Youtube по причине нелегальности компании Disney на территории РФ.
Несмотря на то, что первая серия была создана в 2013 году, на экраны она вышла только в 2017.
По мультсериалу была написана фанатская книга, а затем опубликован в приложении ВКонтакте сценарий под названием “Toby`s great adventure” (Большое приключение Тоби»), чей сюжет идентичен сказке итальянского писателя Джанни Родари «Приключения Чиполлино».
Галерея